# 刘淑 (城阳王)
城阳怀王刘淑（1世纪？—94年），东汉汉章帝的第七子，生母不详，汉章帝在永元二年（90年）分济阴国为城阳国，封刘淑为城阳王。刘淑在位五年去世，葬在京师，没有子嗣，谥号怀王，城阳国除，并回济阴国。

## 延伸阅读
[在维基数据编辑]
 《後漢書/卷55》，出自范晔《後漢書》